# Biserica „Sfântul Nicolae” din Bardar
Biserica „Sf. Nicolae” este o biserică amplasată în Bardar, raionul Ialoveni, Republica Moldova. Este un monument arhitectural de importanță națională inclus în Registrul monumentelor Republicii Moldova ocrotite de stat cu nr. 674 (raionul Ialoveni). Datează din 1879.